# Halo: Combat Evolved
Halo: Combat Evolved je střílečka z pohledu první osoby z roku 2001, kterou vyvinula společnost Bungie a vydala společnost Microsoft Game Studios pro Xbox. V roce 2003 byla hra převedena na operační systémy Microsoft Windows a Mac OS X. Později byla vydána ke stažení pro Xbox 360.

## Příběh
Děj hry se odehrává ve 26. století a hráč se ujímá kyberneticky vylepšeného supervojáka Master Chiefa. Master Chiefovi dělá společnost umělá inteligence Cortana. Hráči bojují s mimozemšťany a snaží se odhalit tajemství umělého světa ve tvaru prstence, který rovněž nese jméno Halo.

## Vývoj
Společnost Bungie zahájila vývoj hry v roce 1997. Zpočátku se jednalo o realtimovou strategii, která se změnila ve střílečku z pohledu třetí osoby a poté se stala střílečkou z pohledu první osoby.
Během vývoje koupila společnost Microsoft firmu Bungie a udělala z Halo hru pro svou první herní konzoli Xbox.

## Vydání
Hra vyšla v roce 2001 pro Xbox a později se dostala i na novější konzole a Windows.
Hra zaznamenala kritický i komerční úspěch a je často chválena jako jedna z nejlepších videoher, které kdy byly vytvořeny. Kritikou byla oceňována zejména pro svou grafiku, soundtrack a multiplayer.
Její pokračování, Halo 2, bylo vydáno pro Xbox v roce 2004 a hra dala vzniknout multimediální franšíze v hodnotě několika miliard dolarů, která zahrnuje hry, knihy, hračky a filmy.
K listopadu 2005 se po celém světě prodalo více než šest milionů kopií. K 10. výročí vydání původní hry vydala společnost 343 Industries remaster hry Halo: Combat Evolved Anniversary pro Xbox 360. Remaster byl znovu vydán spolu s původní konkurenční multiplayerovou hrou jako součást Halo: The Master Chief Collection v roce 2014.